# 偉倫堂
偉倫堂（英語：Wei Lun Hall）是香港大學十三间提供住宿的舍堂之一，1994年建立，2010年翻新，共設有125間雙人房和131間單人房，可供381名學生入住。現任舍監為香港大學醫學院公共衛生學院臨床助理教授全劍超。該堂特色活動為每年的「偉倫節」，各樓層會會策劃不同的活動或者拍攝短片，而宿生也會組成曲棍球隊、籃球隊、壘球隊、排球隊、辯論隊、劇社、合唱團等運動隊和社團。
2018年8月16日，時任偉倫堂舍監、工程學系副教授張祺忠在堂內頂層寓所勒死妻子，引發一時轟動。

## 外部連結
- 官方网站

22°16′10.971″N 114°7′41.187″E / 22.26971417°N 114.12810750°E